# Damir Glavan
Damir Glavan (2. ožujka 1974.), hrvatski vaterpolist, osvajač srebrne medalje na Olimpijskim igrama u Atlanti 1996. godine.